# Крантцит
«Незрелый янтарь», ископаемая смола — частично затвердевшая живица древнейших хвойных деревьев верхнемелового и палеогенового периодов. Крантцит был описан в 1859 году немецким химиком, фармацевтом и минерологом Карлом Вильгельмом Сигизмундом (1804-1884), получившим образец на экспертизу от минеролога Адама Августа Кранца (1808-1872), в честь которого и была названа новая разновидность янтаря.
Крантцит распространён в Балтийском бассейне. Под толстой хрупкой коркой выветривания находится вязкая, эластичная, мягкая смола. Цветовая палитра варьируется от жёлтого до оливкового. Считается, что оливковый цвет янтарю придают водоросли, распространенные на дне Балтийского моря. Редкое ископаемое встречающееся, по большей части, в буром угле. Его аналог — балтийский сукцинит.
В составе крантцита не содержится янтарной кислоты, содержание серы часто достигает 6%, а его отличительной особенностью считается наличие ароматических соединений.
Легко полируется, воспламеняется. Электризуется при трении, приобретая отрицательный заряд.